# Loxotephria convergens
Loxotephria convergens là một loài bướm đêm trong họ Geometridae.